# Paragem de Corte do Poço
A Paragem de Corte do Poço foi uma interface do Ramal de Moura, que servia a localidade de Corte Poço, no concelho de Serpa, em Portugal.

## História
Esta interface fazia parte do lanço do Ramal de Moura entre Serpa e Pias, que foi aberto à exploração em 14 de Fevereiro de 1887.
O Ramal de Moura foi encerrado em 2 de Janeiro de 1990, pela empresa Caminhos de Ferro Portugueses.